# Allevi All
Allevi All è la prima raccolta del compositore e pianista Giovanni Allevi per l'etichetta discografica Ricordi, pubblicata il 28 novembre 2008.
È composta da 3 CD: No Concept, Joy ed Evolution (ossia i 3 dischi in studio pubblicati per questa etichetta), più il DVD Joy tour.

## Tracce
CD No concept
1. Go with the flow
2. Ciprea
3. Come sei veramente
4. Prendimi
5. Ti scrivo
6. Regina dei cristalli
7. Ossessione
8. Sospeso nel tempo
9. Le tue mani
10. Qui danza
11. Notte ad Harlem
12. Pensieri nascosti
13. Breath (a Meditation)

CD Joy
1. Panic
2. Portami via
3. Downtown
4. Water dance
5. Viaggio in aereo
6. Follow you
7. Vento d'Europa
8. L'orologio degli dei
9. Back to life
10. Jazzmatic
11. Il bacio
12. New Renaissance

CD Evolution
1. Foglie di Beslan
2. Whisper
3. Keep moving
4. A perfect day
5. Come sei veramente
6. Angelo ribelle
7. Corale
8. Prendimi
9. 300 Anelli Parte I
10. 300 Anelli – Parte II

DVD Joy tour
1. Panic
2. Portami via
3. Downtown
4. Water dance
5. Viaggio in aereo
6. Follow you
7. Vento d'Europa
8. L'orologio degli dei
9. Back to life
10. Jazzmatic
11. Il Bacio
12. New Renaissance
13. Go with the flow
14. Prendimi
15. Come sei veramente